# Giorgi Kharaishvili
Giorgi Kharaishvili, né le 29 juillet 1996 à Marneouli en Géorgie, est un footballeur international géorgien. Il évolue au poste de milieu offensif au FK Sumgayit.

## Biographie

### Saburtalo Tbilissi
Natif de Marneouli en Géorgie, Giorgi Kharaishvili est formé au sein du club du Saburtalo Tbilissi. Avec ce club, il débute en professionnel. Il devient même le capitaine de l'équipe.

### IFK Göteborg
Le 23 février 2018 Giorgi Kharaishvili rejoint la Suède et le club de l'IFK Göteborg sous forme de prêt avec option d'achat. Il joue son premier match sous ses nouvelles couleurs le 10 avril 2018, lors du match d'Allsvenskan contre Hammarby IF. Ce jour-là il entre en jeu à la place de Mix Diskerud et son équipe s'incline sur le score de deux buts à un. Il inscrit son premier but lors de sa sixième apparition sous le maillot de l'IFK, le 21 mai 2018 lors de la confrontation avec l'IF Elfsborg (1-1). Lors de sa première saison il inscrit 9 buts et délivre 4 passes décisives en 27 matchs de championnat.
Le 6 décembre 2018 l'IFK Göteborg annonce le transfert définitif de Kharaishvili, qui s'engage avec le club pour un contrat courant jusqu'en juillet 2022.

### Ferencváros TC
Le 12 février 2021, Giorgi Kharaishvili rejoint le Ferencváros TC,.
Kharaishvili marque son premier et unique but pour le Ferencváros TC le 4 avril 2021, lors d'une rencontre de championnat face au Budafoki MTE. Il entre en jeu et participe à la victoire de son équipe par quatre buts à zéro.

### Dinamo Tbilissi
Le 21 février 2023, Giorgi Kharaishvili fait son retour en Géorgie en étant prêté au Dinamo Tbilissi.

### FK Sumgayit
Le 18 septembre 2024, le club Sumgayit a signé un contrat de 1+2 ans avec Kharaishvili.

### En équipe nationale
Avec les espoirs, il inscrit cinq buts. Il marque son premier but en mars 2016, contre Saint-Marin, lors des éliminatoires de l'Euro espoirs 2017 (victoire 4-0). Il inscrit ensuite un but en amical contre la France en octobre 2016 (défaite 5-1), puis en doublé contre le Monténégro en juin 2017, toujours en amical (défaite 3-2). Il marque son dernier but avec les espoirs en mars 2018, contre le Danemark, lors des éliminatoires de l'Euro espoirs 2019.
Giorgi Kharaishvili honore sa première sélection avec l'équipe de Géorgie le 23 janvier 2017, à l'occasion d'un match amical face à l'Ouzbékistan. Lors de cette rencontre, il entre en jeu en cours de partie et son équipe réalise le match nul (2-2).

## Statistiques
| Saison                | Club                  | Championnat           | Championnat | Championnat | Coupe(s) nationale(s) | Coupe(s) nationale(s) | Compétition(s) continentale(s) | Compétition(s) continentale(s) | Compétition(s) continentale(s) | Total | Total |
| Saison                | Club                  | Division              | M.          | B.          | M.                    | B.                    | Comp.                          | M.                             | B.                             | M.    | B.    |
| 2013-2014             | Saburtalo Tbilissi    | D2                    | 18          | 4           | -                     | -                     | -                              | -                              | -                              | 18    | 4     |
| 2014-2015             | Saburtalo Tbilissi    | D2                    | 30          | 21          | 1                     | 0                     | -                              | -                              | -                              | 31    | 21    |
| 2015-2016             | Saburtalo Tbilissi    | D1                    | 25          | 12          | -                     | -                     | -                              | -                              | -                              | 25    | 12    |
| 2016                  | Saburtalo Tbilissi    | D1                    | 13          | 5           | -                     | -                     | -                              | -                              | -                              | 13    | 5     |
| 2017                  | Saburtalo Tbilissi    | D1                    | 26          | 13          | 1                     | 0                     | -                              | -                              | -                              | 27    | 13    |
| Sous-total            | Sous-total            | Sous-total            | 112         | 55          | 2                     | 0                     | -                              | -                              | -                              | 114   | 55    |
| 2018                  | IFK Göteborg (prêt)   | D1                    | 27          | 9           | 1                     | 0                     | -                              | -                              | -                              | 28    | 9     |
| 2019                  | IFK Göteborg          | D1                    | 28          | 7           | 1                     | 0                     | -                              | -                              | -                              | 29    | 7     |
| 2020                  | IFK Göteborg          | D1                    | 15          | 2           | 4                     | 2                     | -                              | -                              | -                              | 19    | 4     |
| Sous-total            | Sous-total            | Sous-total            | 70          | 18          | 6                     | 2                     | -                              | -                              | -                              | 76    | 20    |
| 2020-2021             | Ferencváros TC        | D1                    | 4           | 1           | 1                     | 0                     | -                              | -                              | -                              | 5     | 1     |
| Total sur la carrière | Total sur la carrière | Total sur la carrière | 186         | 74          | 9                     | 2                     | -                              | -                              | -                              | 195   | 76    |